# Elisabeth Schadee-Hartree
Elisabeth Annie Schadee-Hartree (Amsterdam, 15 juni 1914 – Den Haag, datum onbekend) was een Nederlands bestuurder. Zij was de eerste voorzitter van de Consumentenbond.

## Biografie
Elisabeth Schadee was een dochter van George Victor Hartree en Catharina Wilhelmina Elisabeth van Dijk. Zij studeerde farmacie aan de Rijksuniversiteit Leiden, maar wegens de oorlogsdreiging vertrok zij drie maanden voor haar doctoraalexamen naar Genève, waar haar Engelse verloofde als jurist voor de ILO werkte. Zij trouwden op het Nederlandse consulaat.
Toen Zwitserland alle mensen die geen Zwitsers paspoort hadden uitwees, reisde het paar via Spanje naar New York. Schadee scheepte in als kindermeisje voor de Spaanse echtgenote van een RAF-piloot; hij verongelukte tijdens haar overtocht. Om de weduwe te ondersteunen bij haar vestiging in de Verenigde Staten (zij sprak geen Engels), bleef Schadee nog enkele maanden in New York toen haar man naar Brazilië vertrok. Hij vond daar werk op het kantoor van een textielexportfirma in (Rio de Janeiro). In Brazilië werden hun drie kinderen geboren; een dochter werd voor de behandeling van polio enige jaren ondergebracht bij haar grootouders in Nederland.
Het gezin verbleef enkele jaren in Jakarta, Indonesië. Na hun terugkeer in Nederland ontplooide Schadee steeds meer maatschappelijke activiteiten. Zij werd lid van de Nederlandse Vrouwen Raad en de Vrouwenpartij. Zij werd benoemd tot adviserend lid van de Emancipatiecommissie van de WRR en in 1989 stond zij als vierde op de kieslijst van de Vrouwenpartij voor de verkiezingen voor de Tweede Kamer. Als gevolg van haar contacten met de Nederlandse Vereniging van Huisvrouwen met het NVVH-keurmerk raakte zij betrokken bij de oprichting van de Consumentenbond. Vanaf 1953 was zij de eerste voorzitter, onder meer tijdens de geruchtmakende Lexington-affaire.

## Nevenfuncties
- Bestuurslid van het Consumenten Contact Orgaan
- Secretaris van het International Office of Consumer Unions
- Vice-voorzitter van het Europees Bureau der Consumentenbonden (tegenwoordig BEUC)
- Voorzitter van de afdeling Den Haag van de Nederlandse Vereniging van Huisvrouwen
- Lid van de jubileumcommissie van de Nederlandse Vereniging van Huisvrouwen bij het vijftigjarig bestaan
- Bestuurslid van de Vereeniging voor Internationaal Jeugdverkeer[4][5]

## Onderscheiding
In 1994 werd Schadee benoemd tot Ridder in de Orde van Oranje-Nassau.